# Lymphome T périphérique
 Mise en garde médicale
Le lymphome T périphérique est un type de lymphome non hodgkinien avec prolifération de lymphocytes T. 

## Clinique
Il s'agit d'une forme rare de lymphome, atteignant l'adulte vers 60 ans. Il existe une atteinte extraganglionnaire dans plus de la moitié des cas.

## Traitement
Le diagnostic et la prise en charge de la maladie a fait l'objet de la publication de recommandations. Celles de l'« European Society for Medical Oncology » datent de 2015, celles du « National Comprehensive Cancer Network » de 2016.
Le traitement repose sur une chimiothérapie de type CHOP, avec, cependant, un taux important de rechutes. Une transplantation de moelle osseuse autologue permet des rémissions, avec de nombreuses rechutes. 
Une version modifiée du CHOP comprenant du brentuximab védotine permet de doubler la durée de rémission par rapport à une chimiothérapie classique dans les formes dites « CD30 + ».
En 2024, le Lis22, un anticorps polyclonal glycohumanisés (GH-pAb) développé par la startup Xenothera ciblant ce lymphome, entre en essai clinique PALT,.